# Jamestown (Dacota do Norte)
Jamestown é uma cidade localizada no estado norte-americano da Dacota do Norte, no Condado de Stutsman.

## Demografia
Segundo o censo norte-americano de 2000, a sua população era de 15.527 habitantes.
Em 2006, foi estimada uma população de 14.813, um decréscimo de 714 (-4.6%).

## Geografia
De acordo com o United States Census Bureau tem uma área de
32,4 km², dos quais 32,3 km² cobertos por terra e 0,1 km² cobertos por água. Jamestown localiza-se a aproximadamente 429 m acima do nível do mar.

## Localidades na vizinhança
O diagrama seguinte representa as localidades num raio de 36 km ao redor de Jamestown.